# William Larned
William »Bill« Augustus Larned, ameriški tenisač, * 30. december 1872, Summit, New Jersey, ZDA, † 16. december 1926, New York, ZDA.
William Larned je sedemkrat osvojil Nacionalno prvenstvo ZDA med posamezniki, v letih 1901, 1902, 1907, 1908, 1909, 1910 in 1911, še dvakrat je zaigral v finalu, v letih 1900 in 1903. Na turnirjih za Prvenstvo Anglije se je dvakrat uvrstil v četrtfinale med posamezniki, v letih 1896 in 1905, leta 1906 pa v polfinale v konkurenci dvojic. V letih 1902, 1903, 1905, 1908, 1909 in 1911 je bil član zmagovite ameriške reprezentance v tekmovanju International Lawn Tennis Challenge.
Leta 1956 je bil sprejet v Mednarodni teniški hram slavnih.

## Finali Grand Slamov

### Posamično (9)

#### Zmage (7)
| Leto | Turnir                       | Nasprotnik v finalu | Rezultat finala         |
| 1901 | Nacionalno prvenstvo ZDA     | Beals Wright        | 6–2, 6–8, 6–4, 6–4      |
| 1902 | Nacionalno prvenstvo ZDA (2) | Reginald Doherty    | 4–6, 6–2, 6–4, 8–6      |
| 1907 | Nacionalno prvenstvo ZDA (3) | Robert LeRoy        | 6–2, 6–2, 6–4           |
| 1908 | Nacionalno prvenstvo ZDA (4) | Beals Wright        | 6–1, 6–2, 8–6           |
| 1909 | Nacionalno prvenstvo ZDA (5) | William Clothier    | 6–1, 6–2, 5–7, 1–6, 6–1 |
| 1910 | Nacionalno prvenstvo ZDA (6) | Thomas Bundy        | 6–1, 5–7, 6–0, 6–8, 6–1 |
| 1911 | Nacionalno prvenstvo ZDA (7) | Maurice McLoughlin  | 6–4, 6–4, 6–2           |

#### Porazi (2)
| Leto | Turnir                       | Nasprotnik v finalu | Rezultat finala    |
| 1900 | Nacionalno prvenstvo ZDA     | Malcolm Whitman     | 4-9, 6-1, 2-6, 2-6 |
| 1903 | Nacionalno prvenstvo ZDA (2) | Lawrence Doherty    | 0-6, 3-6, 8-10     |